# Параскун, Василий Кириллович

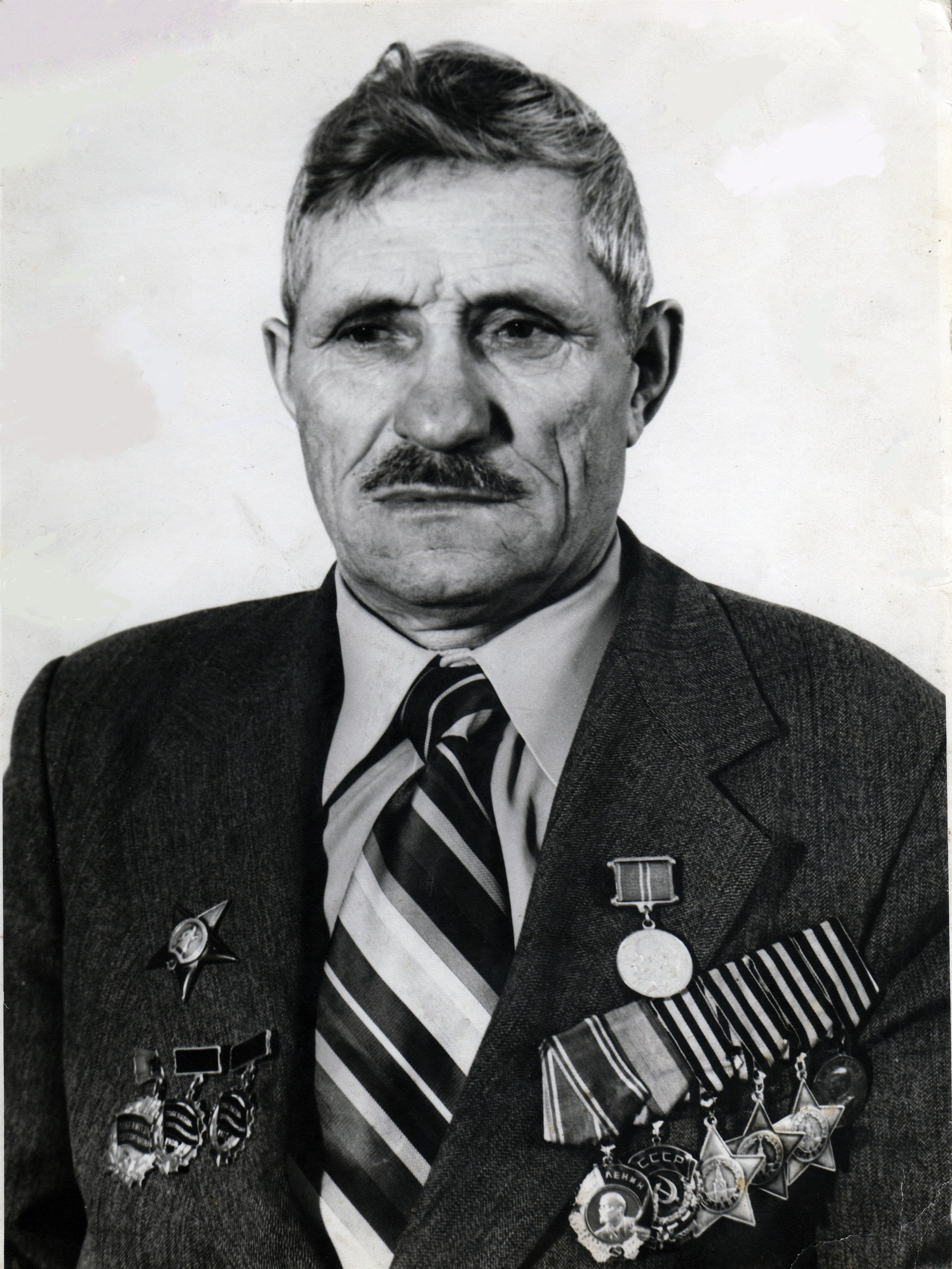
В. К. Параскун, 1985 г.

Василий Кириллович Параску́н (23 марта 1924, с. Усть-Бороуйск, Барнаульский уезд, Алтайская губерния, РСФСР — 18 июля 1999, с. Сунгай, Алтайский край, Российская Федерация) — участник Великой Отечественной войны, командир отделения 257-го инженерно-саперного батальона 91-й стрелкового корпуса 69 армии, 1-й Белорусский фронт; гвардии старший сержант — на момент представления к награждению орденом Славы 1-й степени; советский агроном.

## Биография
Родился 23 марта 1924 года в селе Усть-Бороуйск Верх-Чумышской волости (ныне — Кытмановский район) Барнаульского уезда Алтайской губернии в крестьянской семье (родители переехали на Алтай из Харьковской губернии Украины). После окончания школы работал в колхозе, затем трактористом в Тяхтинской МТС.
В марте 1943 года призван в Красную Армию. Участвовал в боях Великой Отечественной войны с июня 1943 года.
В составе расчета 9-тонного парома 19-24 августа 1944 года принимал участие в строительстве моста через реку Висла у населенного пункта Бохотница (Польша). При форсировании реки по мосту прошли 17 автомашин, 19 орудий, 20 повозок, пехота. 28 августа 1944 года командир отделения инженерно-саперного батальона младший сержант Василий Параскун награждён орденом Славы III степени.
6-14 января 1945 года сержант Василий Параскун с саперами у населенного пункта Лавецко-Нове (Польша) проделал два коридора в минных полях и проход в проволочных заграждениях противника, обезвредил 326 противотанковых и 43 противопехотных мины. Сопровождая стрелковые подразделения в наступлении, в числе первых ворвался во вражескую траншею. Действуя в боевых порядках пехоты, 24 января 1945 года разминировал с бойцами мост через реку Варта у города Нойштадт (Польша). Участвовал в строительстве переправы через реку Обра в районе населенного пункта Бенчен (Польша). 18 марта 1945 года награждён орденом Славы II степени.
15 апреля 1945 года у населенного пункта Мальнов (Германия) старший сержант Параскун вместе со своим отделением проделал 5 проходов в наших минных полях, а 16-22 апреля 1945 года семь проходов в проволочных заграждениях и минных полях противника, обезвредив 65 мин. 31 мая 1945 года награждён орденом Славы I степени.
В 1947 году В. К. Параскун демобилизован в звании старшины; вернулся в родное село. Работал бригадиром комплексной бригады в колхозе им. Карла Маркса, затем агрономом до выхода на пенсию в 1994 году. За трудовые достижения награждён Орденом Ленина (1958), Орденом Трудового Красного Знамени. Увлекался пчеловодством, рыбалкой, чтением исторических романов.
Член КПСС с 1957 года.
Скончался 18 июля 1999 года в селе Сунгай. Имя В. К. Параскуна увековечено на Мемориале Славы в г. Барнауле, в с. Кытманово установлен памятный бюст на аллее Славы.

### Семья
- Отец — Параскун Кирилл.
- Мать — Параскун Варвара Петровна (1889—1975).
- Супруга — Параскун Екатерина Иосифовна (1924—2012).
- Дети — Зинаида, Галина, Людмила, Василий.

## Награды и звания
Государственные награды Российской Федерации и СССР:
- Орден Отечественной войны I степени
- Орден Отечественной войны II степени
- Орден Трудового Красного Знамени
- Орден Красной Звезды
- Орден Ленина — (1958)
- Полный кавалер ордена Славы :
  - I степень — 31 мая 1945 года
  - II степень — 18 марта 1945 года
  - III степень — 28 августа 1944 года
- медали